# Grotte de la Chaise
La grotte de la Chaise forme un ensemble de gisements préhistoriques appartenant au même réseau karstique et situés près du hameau de la Chaise, sur la commune de Vouthon, en Charente (Nouvelle-Aquitaine), à 30 kilomètres à l'est d'Angoulême. La grotte comprend l'abri Bourgeois-Delaunay, l'abri Suard et l'abri Duport, du nom de leurs premiers fouilleurs. Ces gisements ont en particulier livré des ossements d'homme de Néandertal et des industries lithiques moustériennes (Paléolithique moyen).

## Localisation
La grotte de la Chaise est située dans la vallée de la Tardoire au pied du lieu-dit « la Chaise », à l'ouest du chef-lieu de la commune de Vouthon, près de la route qui relie Angoulême à Montbron. Elle s'ouvre sur le flanc d'une faible hauteur que domine un petit château, dans une falaise en calcaires bajociens orientée vers le nord-est et qui surplombe la vallée de la Tardoire.

## Historique
Les premières fouilles sont réalisées dès 1850 par Fermond puis par les abbés Bourgeois et Delaunay, qui mettent notamment au jour des ossements d'ours et de rhinocéros. Des travaux sont ensuite entrepris par l'abbé Suard. Les premières fouilles méthodiques sont conduites par P. David à partir de 1930 jusqu'à sa mort en 1961. De nouvelles recherches sont conduites à partir de 1967 par André Debénath dans l'abri Bourgeois-Delaunay.

## Topographie
Les galeries longues de plusieurs dizaines de mètres s'ouvrent dans la falaise par trois porches nommés l'abri Duport, l'abri Suard et l'abri Bourgeois-Delaunay ; donc ces trois abris communiquent entre eux. L'abri Bourgeois-Delaunay est le plus grand avec ses 12 m de large à l'entrée et plus de 25 m de profondeur.

## Stratigraphie
La stratigraphie est complexe car différente d'un abri à l'autre et très bouleversée par les multiples campagnes de fouilles anciennes.
L'abri Duport présente 4 couches avec une couche 2 Aurignacienne, ce qui est la même stratigraphie que celle des couches supérieures de l'abri Bourgeois-Delaunay qui présente 11 couches avec une couche 6 Moustérienne. Les couches 2,4 et 6 présentent de très nombreux ossements d'animaux. L'abri Suard présente plusieurs couches Moustériennes. 

## Occupation humaine
L'occupation humaine a été constante depuis la glaciation Riss II il y a 200 000 ans au paléolithique inférieur jusqu'à la fin du paléolithique supérieur.

### Restes humains
L'abri Bourgeois-Delaunay a livré 22 restes crâniens et post-crâniens correspondant à des adultes et des enfants néandertaliens datant d'environ 135 000 ans. Malgré leur relative ancienneté, ces fossiles se différencient très peu des Néandertaliens classiques contemporains de la dernière glaciation.
L'abri Suard a livré 52 restes humains d'adultes et d'enfants, correspondant tous au crâne ou à la mandibule. Plus anciens que ceux de l'abri Bourgeois-Delaunay (« Riss III »), ils associent des caractères néandertaliens et des traits archaïques.
Un fémur néandertalien a été découvert dans la grotte de la Tour, proche du site et du donjon.

### Faune antique
On y a trouvé des os, surtout de renne, mais aussi de cheval, rhinocéros, mammouth, cerf, bovidés (Bos et bisons), bouquetin, antilope saïga, lièvres et divers rongeurs, marmotteMarmotta marmotta oiseaux, loup, renard bleu Vulpes lagopus, hyène, lion des cavernes Felis leo et d'ours des cavernes.
Un campagnol roussâtre très robuste, Evotomys glareolus Nageri, Microtus agrestis et Microtus arvalis, le campagnol à tête de rat Microtus ratticeps et Microtus anglicus, le campagnol des neiges Microtus nivaliss, Spermophile Citellus citellus, un putois Mustela putorius, un blaireau Meles meles, lagopède des saules Lagopus lagopus, lièvre Lepus timidus et lapin Lepus cuniculus.

### Industries lithiques
Le silex local est la principale matière première utilisée. Il a été exploité selon différentes méthodes du débitage Levallois. Les supports produits ont été utilisés pour réaliser des racloirs, des pièces convergentes et des encoches.
Ils ont livré des outils rares en Europe occidentale : couteaux de Kostienski, outils pédonculés et pièces foliacées bifaciales.

### Outils en os
Ce sont des os où il a été pratiqué des encoches, incisions à bords nets étroites et profondes.

## Visite
Le Conseil Général de la Charente organise chaque année des visites des sites paléontologiques.